# Plaque neurale

Schéma de la formation de la crête neurale à partir de la plaque neurale.

En embryologie des Chordés, la formation de la plaque neurale est la première étape de la neurulation. La plaque neurale forme un épaississement plat en vis-à-vis de la fente initiale de l'ectoderme.